# WebTV
WebTV és un dispositiu que permet navegar per Internet mitjançant un receptor de televisió i una línia  telefònica. A més, WebTV, és una empresa de Microsoft, adquirida el 1997.
Aquesta tecnologia es troba disponible als Estats Units i hi ha dues maneres de connexió a Internet, ja sigui per banda ampla o per mòdem. El cost d'adquisició d'una WebTV nova és de 199,95 de dòlars EUA (abril 2006), i els càrrecs de connexió a Internet varien, depenent del pla de l'ISP al qual es connecti. A més, s'inclou un cost de subscripció, el qual oscil·la, segons el pla de l'usuari, entre els US $ 19,95 i els US $ 24,95 mensuals.

## Història

### Abans de Microsoft
La primera empresa a lliurar aquest servei va ser WebTV Networks Inc. (el nom original va ser Artemis). Aquesta va ser fundada el 1995 per Steve Perlman, Bruce leak i Phil Goldman, qui l'any següent van aconseguir treure al mercat la primera màquina que permetia a l'usuari navegar per Internet, fins i tot si mancava de coneixements sobre informàtica; a més, oferia la capacitat de veure televisió en un sol equip, sense necessitat d'afegits especials.
L'any 1997, Microsoft, Intel i Compaq van comprar la companyia per 425 milions de dòlars, fent que la producció de cada televisió fos menys costosa que abans. Però a pesar de l'aliança, la idea no va prosperar a causa del recel dels usuaris al seu ús, els costos de la telefonia, i els elevats preus del maquinari necessari per a la seva implementació.
Una enquesta duta a terme a l'època per l'empresa DataQuest, va mostrar que prop del 93% de les persones no se sentien atretes pel producte. Al costat d'això, i a causa de la velocitat de desenvolupament de noves tecnologies, la WebTV va quedant relegada a posicions inferiors dins de la indústria d'accés a Internet.
Fins i tot amb la compra de Microsoft, aquesta empresa va anunciar en el seu moment que no tindria suport per Java a causa de la guerra entre les diferents plataformes dels sistemes operatius. Això va produir una petita rebel·lió de part dels desenvolupadors de llocs web, perquè havien de realitzar diferents llocs, tant per a la plataforma d'ordinador, com per a les WebTV. Tanmateix, es va intentar idear una solució per als desenvolupadors, que provenia de la instauració de PersonalJava, però això va resultar un fracàs per l'època a causa de l'escassa Memòria Flash que posseïa.

### Reenginyeria de Microsoft
L'any 2001, Microsoft MSN va prendre control absolut dels clients de WebTV i els contractes amb Philips i Sony es van acabar, fet que va beneficiar l'RCA, ja que va quedar com l'únic fabricant d'aparells. Les promocions de WebTV finalitzar, fent que els costos associats del canvi de marca, des WebTV a MSNTV, fossin bastant escassos, a causa de la gran demanda generada per la incorporació de Microsoft dins de la companyia original. Això va fer que es tingués prop d'1 milió de subscriptors.
Fa pocs anys, el nombre d'usuaris que van utilitzar accés per  xarxes telefòniques i mòdem va disminuir, sent també afectats els clients d'antiga categoria, usada per WebTV, Classic i Plus, els quals van ser restringits a la mateixa tecnologia, fent que els subscriptors per aquests plans també disminuís.
L'any 2004, Microsoft va presentar la MSNTV2. Microsoft li va lliurar el seu toc personal, fent que tingués un accés de banda ampla i l'ús de  ratolí, la qual cosa les versions anteriors no posseïen. La seva principal promoció cap al públic va ser la capacitat d'estalviar diners i espai, ja que no requeria un ordinador per navegar per Internet, en forma molt similar a les versions anteriors. Les novetats introduïdes per aquest model es van orientar principalment a les tecnologies multimèdia i la millora del navegador d'Internet, que va passar des de la versió 4.0 d'Internet Explorer a la versió 6.0. Com a conseqüència dels canvis produïts, MSNTV2 va tenir continguts i preus diferents als de la seva predecessora.
Les primeres versions de WebTV utilitzaven televisions per mostrar la imatge, de manera que les pàgines es redimensionaven perquè ocupassin els 560 píxels d'amplada dels televisors, en lloc de forçar els usuaris a desplaçar-se en el text d'esquerra a dreta. A mesura que en els ordinadors personals es va evolucionar de la resolució VGA de 640x480 a la SVGA de 800x600, redimensionar les pàgines per adaptar-les a 560 píxels d'amplada va passar a ser una solució poc satisfactòria. Per solucionar aquest problema, es va desenvolupar MSN Companion, que utilitzava un monitor SVGA i un ratolí. Tanmateix, aquest model era notablement més car que WebTV, i mai va arribar a nivells de venda acceptables.
El febrer de 2006, un furoner de maquinari de Linux, va analitzar la BIOS i va publicar una guia per explicar com instal·lar Linux un MSNTV2. Des de llavors, els preus de MSNTV2 usats s'han elevat en els llocs web de subhastes.

## Maquinari

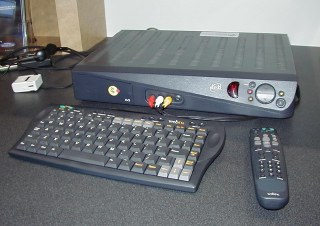
Maquinari d'una WebTV

### Prototip
Originalment, la WebTV comptava amb un  teclat d'ordinador (sense fils), per poder escriure correus electrònics i les adreces web; un comandament a distància, capaç de canviar la funció de la televisió; i un adaptador telefònic, per poder connectar-se a la xarxa, i navegar en tarifa local.

### Abans de Microsoft
El sistema de WebTV tenia al seu interior un processador únic de baix rendiment, el qual s'utilitzava per un ràpid refresc de les pàgines web. Originalment posseïa una velocitat de 112 MHz, però es podia optar també per una unitat més avançada que tenia un xip de 167 MHz. Aquest xip s'anomenà Solo.

### Durant Microsoft
Malgrat els èxits obtinguts, van haver de passar per un intent fallit d'implementar l'evolució del xip original de la WebTV. Així, en llançar Solo2, Microsoft es va adonar que existia mercat, però a causa d'aquest processador no podia utilitzar-se com un equip d'alt rendiment.
Dins de les capacitats que oferia Solo2 es trobava la seva múltiple funcionalitat en temps d'execució: gravar un programa de televisió i navegar per Internet sense deixar col·lapsat el sistema.
Per recobrar la força en el projecte, Microsoft, Intel i Compaq van començar a desenvolupar ia investigar entorn d'aquest dispositiu, fent créixer en la seva capacitat en una forma insospitada. Actualment s'ofereix al públic un processador de 733 MHz Intel Celeron, 128 Mb en RAM, 64 Mb en Memòria Flash.

### Arquitectura del client
Les WebTV han de posseir un processador de baix consum elèctric, però de gran potència de processament. Les primeres generacions de les màquines posseïen processadors RISC de 64 bits, una arquitectura amb fonaments més moderns que la CISC, usada en la majoria d'ordinadors personals. A més tenien una memòria flash de 2 Mb, la qual no borrar seva informació una vegada emmagatzemada. En aquesta zona de memòria es guardaven els arxius necessaris per a la navegació i els programes que ho requerien.
En un salt tecnològic, els fabricants aliats amb Microsoft van començar a implementar màquines amb arquitectures semblants a un ordinador normal, però encara mantenint com a processador RISC, amb una capacitat de procés de 64 bits, els quals milloraven la capacitat. Amb MSNTV2 es va abandonar l'arquitectura RISC per adoptar un processador Intel Celeron, el que va permetre utilitzar Windows CE amb algunes modificacions.

### Especificacions del maquinari
En aquesta taula s'especifiquen les capacitats de maquinari de les WebTV durant tota la vida.
| Fabricant  | Model           | Tipus         | Mòdem | RAM    | ROM  | Capacitat d'emmagatzematge | Velocitat CPU | Xip CPU |
| Sony       | INT-W100        | Classic       | V.34  | 2 MB   | 2 MB | 2 MB                       | 112 MHz       | R4640   |
| Philips    | MAT-960         | Classic       | V.34  | 2 MB   | 2 MB | 2 MB                       | 112 MHz       | R4640   |
| Sony       | INT-W150        | New Classic   | V.90  | 8 MB   | 2 MB | 2 MB                       | 150 MHz       | R5230   |
| Philips    | MAT-965         | New Classic   | V.90  | 8 MB   | 2 MB | 2 MB                       | 150 MHz       | R5230   |
| RCA        | RW-2100         | New Classic   | V.90  | 8 MB   | 2 MB | 2 MB                       | 150 MHz       | R5230   |
| RCA        | RM-2100         | New Classic   | V.90  | 8 MB   | 2 MB | 2 MB                       | 150 MHz       | R5230   |
| Sony       | INT-W200        | Plus          | V.90  | 8 MB   | 2 MB | 1,1 GB                     | 150 MHz       | R4640   |
| Philips    | MAT-972         | Plus          | V.90  | 8 MB   | 2 MB | 1,1 GB                     | 150 MHz       | R4640   |
| Samsung    | SIS-100         | Plus          | V.90  | 8 MB   | 2 MB | 1,1 GB                     | 150 MHz       | R4640   |
| Mitsubishi | RW-2000         | Plus          | V.90  | 8 MB   | 2 MB | 1,1 GB                     | 150 MHz       | R4640   |
| Mitsubishi | RW-2001         | Plus          | V.90  | 8 MB   | 2 MB | 1,1 GB                     | 150 MHz       | R4640   |
| RCA        | RW-2110         | Plus          | V.90  | 16 MB  | 8 MB | 2 MB                       | 167 MHz       | R5230   |
| Sony       | INT-W250        | New Plus      | V.90  | 16 MB  | 8 MB | 2 MB                       | 167 MHz       | R5230   |
| Philips    | INT-976         | New Plus      | V.90  | 16 MB  | 8 MB | 2 MB                       | 167 MHz       | R5230   |
| La-Z-Boy   | Fabric          | New Plus      | V.90  | 16 MB  | 8 MB | 2 MB                       | 167 MHz       | R5230   |
| La-Z-Boy   | Leather         | New Plus      | V.90  | 16 MB  | 8 MB | 2 MB                       | 167 MHz       | R5230   |
| ECHOSTAR   | Dishplayer 7100 | DISH Tuner    | V.90  | 16 MB  | 4 MB | 8,6 GB                     | 167 MHz       | R5230   |
| ECHOSTAR   | Dishplayer 7200 | DISH Tuner    | V.90  | 16 MB  | 4 MB | 17,6 GB                    | 167 MHz       | R5230   |
| RCA        | UltimateTV      | DIRECTV Tuner | V.90  | 16 MB  | 4 MB | 40 GB                      | 167 MHz       | R5230   |
| RCA        | RM-4100         | MSNTV2        | V.90  | 128 MB | cap  | 64 MB                      | 733 MHz       | Celeron |

## Programari
El primer dispositiu de WebTV es va basar en el navegador d'Internet Spyglass de Mosaic, el qual feia dos megabyte de memòria flash. Aquest dispositiu no tenia disc dur, però sí un emulador del protocol TCP / IP en la seva memòria ROM, un programari per ampliar les capacitats de navegació i recepció del codi [ HTML; i un intèrpret de Javascript. Degut a la manca de sistema operatiu, els costos associats a la seva fabricació van ser reduïts a molts menys de la meitat, des dels US $ 1.000 que costaven les primeres versions de la màquina a un 350 $.
Actualment, s'ofereix al públic una versió compatible del navegador Internet Explorer 6.0 i amb Netscape Navigator, suport a la tecnologia del Windows Media Player, el qual permet la reproducció d'imatges i vídeos a través del dispositiu. Tots aquests elements de navegació es guarden en una  memòria Flash ROM, el que implica que l'usuari no disposa d'accés per canviar o crear dades en aquesta àrea de memòria.

### Versions
Durant l'existència de la WebTV, els diferents fabricants han inclòs diversos avenços de programari en la mesura que el processador ha canviat. En un principi, la WebTV es veia suportada per processadors RISC, per la qual cosa diverses aplicacions de RealAudio i imatges no eren completament suportades. Tanmateix, i després d'un acord comercial amb Real Networks, les WebTV van poder contenir arxius de RealAudio i RealVideo.
Una vegada que Microsoft va comprar l'empresa WebTV Inc., El processador va ser canviat a l'arquitectura x86, per l'ús de Windows CE amb petits canvis. A mesura que el maquinari ha canviat durant el temps, les aplicacions compatibles amb WebTV són més i millors que les seves predecessores.
Per desgràcia, diversos aspectes de la navegació per Internet encara no són totalment controlables pels usuaris, com per exemple, l'ús de taules o marcs dins una pàgina HTML, ja que ells requereixen l'ús de ratolí per a la seva correcta navegació pel lloc. Un altre problema que enfronta la WebTV és la visualització de les pàgines, ja que els formats VGA i SVGA no són totalment suportats, perquè s'enfronten a resolucions de més de 560 línies de vídeo que posseeix un televisor normal.

### Patents
En els seus inicis, WebTV desenvolupar actualitzacions de programari, els quals es van començar a patentar. Alguns d'aquests avenços són:
- Worldscan ™: tecnologia que permet veure correctament el contingut web en qualsevol format de TV.
- TVLens ™: tecnologia que millora la imatge, eliminant el parpelleig produït per l'entrellaçat.
- PhosphoRam ™: descompressor d'imatges "al vol" que minimitza el consum de memòria RAM.
- One Thumb Browsing ™: permet la cerca d'imatges dins d'una pàgina i seleccionar dins d'elles.

## Requeriments d'instal·lació
Per poder connectar el sistema a una televisió, cal:
- Una televisió amb connectors de tipus RCA o un VCR si no n'hi ha.
  - En cas de tenir només sortida a antena de televisió, s'ha de tenir un modulador de radiofreqüència.
  - La connexió a  Supervideo és opcional, encara que millora la qualitat de les imatges.
- Per als serveis d'Internet cal:
  - Una xarxa de tipus Ethernet amb tots els afegits necessaris (hub, router, gateway, etc.).
  - Els connectors RJ45.
- Per l'ús de Wireless (o WiFi), cal un bridge de l'especificació 802.11by 802.11g.

## Paquet d'instal·lació
Dins el paquet d'instal·lació enviat per MSNTV, es poden distingir molt bé aquests elements:
- MSN TV 2 Internet & Media Player, que és l'equip en si que proveeix accés a Internet i continguts multimèdia.
- Teclat Wireless, el qual es pot utilitzar per a escriure correus electrònics i navegar per llocs de major interacció entre usuaris, com fòrums.
- Comandament a distància, permet l'activació o desactivació del dispositiu a distància.
- Cable de vídeo de 6', connectar el dispositiu a la porta d'entrada del televisor.
- Cable telefònic de 25', la connexió a Internet via telèfon.[9]
- T-splitter per al cable telefònic
- Targeta de registre
- Font d'energia
- Guia de l'usuari

## Polèmiques
Durant l'any 1998, després d'un any de la compra de WebTV INC., Es va denunciar que Microsoft vigilava les conductes de navegació web dels seus 425.000 usuaris, per lliurar dades a les seves subsidiàries, i així promocionar millor els seus productes. Les dades demanades incloïen des del codi postal fins al tipus de  llocs web que visitava l'usuari.
En la seva defensa, l'empresa va argumentar que això tenia només finalitats comercials, per començar a fer seguiment de màrqueting i associar així el contingut de la pàgina amb una publicitat que apareix a la pantalla en forma simultània. Avui en dia, la funció de seguiment pot ser desactivat, segons sigui la preferència de l'usuari.

## Virus
L'any 2002, la tecnologia de WebTV va conèixer el primer virus informàtic. El virus va ser escrit per David Jeansonne. Aquest virus es propaga via correu electrònic. En ser obert el correu, es canviava el nombre de connexió al servei de WebTV, el qual es redirigia al 911 (número d'emergències dels EUA), qui enviaven una patrulla de policia a la llar de l'usuari de la WebTV.
El 15 de març de 2005, va rebre la seva sentència de 27.000 dòlars EUA pagats en treball a Microsoft i sis mesos de detenció, per propagar un virus d'ordinador i atemptar contra la seguretat ciutadana.